# Josep Mayoral
Josep Mayoral i Antigas (Granollers, 13 de octubre de 1954) es un economista y político español, alcalde de la ciudad barcelonesa de Granollers desde el año 2004. También fue presidente de la diputación provincial de Barcelona entre 2009 y 2011.
- Datos: Q11928796
- Multimedia: Josep Mayoral / Q11928796